# Kiran Kumar Doshi
Kiran Kumar Doshi es un diplomático, indio jubiliado.
- En 1962 fue entró al Indian Foreign Service.
- De 1963 a 1965 fue empleado en Hong Kong.
- De 1965 a 1968 fue empleadoe en el  Ministerio de Asuntos Exteriores (India).
- De 1968 a 1972 fue empleado en Washington D. C..
- De 1972 a 1976 fue empleado en el Ministerio de Asuntos Exteriores (India).
- De 1976 a 1978 fue empleado en Islamabad.
- De 1978 a 1983 fue secretrario de enlace en el Ministerio de Asuntos Exteriores (India).
- De 1983 a 1986 fue embajador en Dublín.
- De 1988 a 1991 fue embajador en Trípoli con comisión como Alto Comisionado en La Valeta.
- De 1991 a 1992 fue Decano (diplomacia) del Foreign Service Institute, India
- De 1995 a 1997 fue embajador en Viena.[1]

## Obra
- Birds of Passage, 1999
- Diplomatic Tales, 2008[2]